# Jean Auquier
Pour les articles homonymes, voir Auquier.
Jean Auquier, né le 6 novembre 1953, est un journaliste, écrivain, nouvelliste, directeur de collection, conférencier belge, connu pour être un des cofondateurs du Centre belge de la bande dessinée.

## Biographie
Jean Auquier naît le 6 novembre 1953.
Il a une formation de journaliste. Il exerce cette profession comme indépendant pour le journal La Cité dès 1980. Il travaille longtemps dans la presse écrite et en radio avant d'être associé à la création du grand musée de la BD. Il est directeur du Centre belge de la bande dessinée (CBBD) à Bruxelles. Il est aussi l'auteur d'expositions thématiques liées à la bande dessinée. Il est amené a donner des conférences sur le thème de la bande dessinée.
Arrivé dès la fondation de l’institution créée par un ancien assistant d’Hergé, Guy Dessicy avec l’architecte Jean Breydel, d’abord comme communicant (directeur de la communication) puis comme responsable des expositions, enfin comme Directeur général. Il ramène l’institution vers une gestion plus saine avec son équipe. « Si je devais résumer les raisons de mon départ, j’écrirais simplement que je préfère passer la main quand les voyants sont au vert, que la gestion quotidienne est assurée et rassurante - la situation financière est particulièrement saine - que nos expositions sont de qualité, que la conservation travaille sans discontinuer à augmenter un niveau de compétence déjà appréciable, que le service pédagogique... que la bibliothèque... que le multimédia, etc. »
Pour la collection « Philabédé » coéditée par le CBBD et la poste belge, il rédige la préface de nombreux albums consacrés à des auteurs de bande dessinée : Eddy Paape (2001), René Hausman (2002), Bob de Moor (2002), Hec Leemans (2002), François Schuiten (2003), Grzegorz Rosiński (2004), Albert Uderzo (2005), Gotlib (2006), Greg (2007), Hermann (2008) et Franquin (2008).
En 2005, il est directeur de collection aux éditions Versant Sud. La collection « Au fil de la BD » voit le jour en 2005 avec L'Histoire de Belgique au fil de la BD de 1830 à nos jours écrit par l'historien Pierre Stéphany pour lequel il écrit également la préface,,,. Cette collection s'enrichit encore de l'ouvrage L'Histoire de l'aviation de Étienne Reunis dont il écrit à nouveau la préface l'année suivante.
Il écrit le catalogue d'exposition Les Prémices de la bande dessinée ou le siècle d'avant Tintin dans lequel il démontre « comment la bande dessinée va progressivement voir le jour, grâce au développement des techniques d’impression et de reproduction, mais aussi grâce à l’augmentation radicale de la diffusion des journaux et de l’édition populaire »,. L'ouvrage est qualifié par Gilles Ratier, rédacteur en chef du site BDzoom d'indispensable sur le 9e art. Il est également le commissaire de l'exposition éponyme tenue à la bibliothèque Wittockiana à Bruxelles en 2009,.
Le 25 juin 2019, il livre dans son discours prononcé lors de son départ du CBBD une réflexion sur le rôle des musées dans la culture. Isabelle DeDekker, la secrétaire générale qu'il a recrutée en 2015 lui succède à la tête du Musée de la BD.

### Vie privée
Il était marié à Yvonne Somadossi (1946-2022).

## Œuvres

### Publications
- Jean Auquier, Jan De Pooter, Pascal Lefèvre et Charles Dierick, Le Centre belge de la bande dessinée, Waterloo, La Renaissance du livre, 2000, 223 p., ill. ; 31 cm (ISBN 2-80460-385-7, OCLC 468756285) lire sur Google Livres.
- Jean Auquier et Charles Dierick, E.P. Jacobs, La Marque du siècle, CBBD - La Poste belge, mai 2004, 65 p. (ISBN 2-930196-53-X).
- Werner Adriaenssens, Françoise Aubry et Jean Auquier, 100 trésors des musées bruxellois, Racine Publishing, 2016, 223 p., ill. ; 18 cm (ISBN 978-2-87386-999-1).
- Jean Auquier, « Ainsi naissent les fleurs », dans Claudia Ritter (dir.), Jacques De Decker : Je vais promener ma truffe (hommage à Jacques De Decker), Bruxelles, Marot, 2021, 352 p., ill. ; 22 cm (ISBN 978-2-9301-1783-6 et 2930117834, OCLC 1249750669, présentation en ligne), p. 283.

#### Préfaces
- Reding - Tirs au but[18], CBBD et La Poste belge, coll. « Philabédé », Bruxelles, 2e trimestre 1998
Scénario et dessin : Raymond Reding - Couleurs : Frank Brichau -  (ISBN 2-930196-04-1),Préface : Jean Auquier. Cet album reprend deux histoires recolorisées : Un match en trop (Vincent Larcher) et Au doigt... à l’œil... au sifflet ! (une aventure de la Section R). Format A5. Tirage limité à 1 200 exemplaires numérotés. Revêtu d'un bloc-feuillet et de 2 timbres, avec oblitération spéciale.
- Sur la piste d'Édouard Aidans[19], CBBD et La Poste belge, coll. « Philabédé », Bruxelles, avril 2001
Scénario et dessin : Édouard Aidans - Couleurs : quadrichromie -  (ISBN 2-930196-16-5),Contient une biographie de Aidans par Jean Auquier (13 pages). Revêtu des 4 timbres (2 belges et 2 marocains) de l'émission commune entre la Belgique et le Maroc. Format A5.
- Envois de toutes les couleurs[20], Centre belge de la bande dessinée, coll. « Philabédé », Bruxelles, 2002
Scénario et dessin : Jean Roba - Couleurs : quadrichromie -  (ISBN 2-930196-23-8),Préface : Jean Auquier. Édité à l'occasion de l'émission Fête du Timbre 2002 consacrée à Boule et Bill. Tirage limité à 1 600 exemplaires, numérotés. Format A5.
- Le Manège enchanteur de René Hausman[21], Centre belge de la bande dessinée, coll. « Philabédé », Bruxelles, 16 mai 2002
Scénario et dessin : René Hausman - Couleurs : quadrichromie -  (ISBN 2-930196-24-6),Préface : Jean Auquier. Contient 10 pages d'étude sur l’œuvre d'Hausman et une aventure de Saki et Zunie de 35 planches, Saki, Zunie et la nature, publiée en 1968 dans le journal de Spirou et restée inédite depuis. Avec les 3 timbres belges d'Hausman. Format A5.
- Les Gars de Flandre[22], Centre belge de la bande dessinée, coll. « Philabédé », Bruxelles, juillet 2002
Scénario et dessin : Bob de Moor - Couleurs : quadrichromie -  (ISBN 2-930196-26-2),Préface : Jean Auquier, édité à l'occasion de l'émission de timbres consacrés au 700e anniversaire de la bataille des Éperons d'or. Contient : Bob de Moor, le Chaînon manquant (1925-1992) ; Les Gars de Flandre. Tirage limité à 1 500 exemplaires, numérotés. Format A5.
- Hec Leemans - En recommandé[23], CBBD - La Poste belge, coll. « Philabédé », 3e trimestre 2002
Scénario et dessin : Hec Leemans - Couleurs : quadrichromie - (ISBN 2-930196-28-9).

- Le Lion des Flandres[24], Centre belge de la bande dessinée, coll. « Philabédé », Bruxelles, 11 septembre 2002
Scénario et dessin : Bob de Moor - Couleurs : Véronique Grobet, — Préface : Jean Auquier. Présentation : Kris De Saeger. Adaptation du roman d'Hendrik Conscience.
- Bon anniversaire, Marc Sleen ![25], CBBD - La Poste belge, coll. « Philabédé », Bruxelles, 4e trimestre 2002
Scénario et dessin : Marc Sleen - Couleurs : noir et blanc -  (ISBN 2-930196-34-3),Préface : Jean Auquier. Publié à l'occasion de l'hommage rendu à Marc Sleen pour son exceptionnelle carrière, poursuivie jusqu'à ses 80 ans : un anniversaire célébré le 30 décembre 2002, date de l'émission des timbres. Contient une histoire complète de Néron : Le Fantôme de la rue des Sables. Tirage limité à 1 200 exemplaires numérotés. Revêtu des timbres Néron. Format A5.
- Morris - Envois express[26],[27], Centre belge de la bande dessinée, coll. « Philabédé », Bruxelles, 23 mars 2003
Scénario et dessin : Morris - Couleurs : quadrichromie -  (ISBN 2-930196-38-6),Préface : Jean Auquier. Tirage limité à 2 100 exemplaires, numérotés. Format A5. Édité  à l'occasion de l'émission Fête du Timbre 2003 consacrée à Lucky Luke et Ran Tan Plan. Il renferme le timbre et le feuillet français Fête du Timbre 2003 et le timbre belge Philatélie de la Jeunesse 1990. Contient une série de récits illustrés : Les Mémoires de Rantanplan et deux histoires courtes de Lucky Luke de Morris et Goscinny (Défi à Lucky Luke, Arpèges dans la vallée.
- Le Sculpteur ne manque pas d'adresse, Centre belge de la bande dessinée, coll. « Philabédé », Bruxelles, juillet 2003
Scénario et dessin : Christian Godard, Diel - Couleurs : quadrichromie -  (ISBN 978-2-9301-9645-9),Couverture de Diel. Album édité par le CBBD et La Poste belge à l'occasion de l'émission de timbres sur les statues populaires de Belgique. Il contient des gags de Barnabé le sculpteur (Diel) et une histoire courte de Martin Milan, Le Chemin de Nulle part (Godard). Revêtu des cinq timbres. Format A5.
- Rosinski - À l'avant poste[6],[28],[29], Centre belge de la bande dessinée, coll. « Philabédé », Bruxelles, octobre 2004
Scénario : Jean Van Hamme, André-Paul Duchâteau - Dessin : Grzegorz Rosiński - Couleurs : quadrichromie -  (ISBN 2-930196-55-6),Préface : Jean Auquier. Tirage limité à 2 000 exemplaires, numérotés. Format A5. Édité à l'occasion de l'émission de 3 timbres intitulés Remember Bastogne commémorant les 60 ans de la Bataille des Ardennes et dessinés par Rosinski. Contient une biographie de l’auteur de Thorgal, illustrée par de nombreux dessins inédits, une histoire chevaleresque : Le Jeu de la lune barbaresque de Van Hamme et Rosinski, inédite en album, et une seconde histoire courte : La Tour du désespoir mettant en scène Hans, scénarisée par A.-P. Duchâteau, le tout complété par une série d’illustrations autour de l’univers de Thorgal.
- François Schuiten - Histoires de timbres[30],[5], Centre belge de la bande dessinée, coll. « Philabédé », Bruxelles, 2003
Scénario et dessin : François Schuiten - Couleurs : quadrichromie,À travers un entretien réalisé par Jean Auquier, l'auteur des Cités Obscures nous fait découvrir les 14 timbres qu'il a dessinés ainsi que les règles et les enjeux de cette manière de raconter une histoire en une case unique de six centimètres carrés. Format A5.
- L'Histoire de Belgique au fil de la BD de 1830 à nos jours[9], Versant Sud, Louvain-la-Neuve, juin 2005
Scénario : Pierre Stéphany - Dessin et couleurs : collectif -  (ISBN 2-930358-26-2)
- Ils sont timbrés ces Gaulois[31], Centre belge de la bande dessinée, coll. « Philabédé », Bruxelles, 8 octobre 2005
Scénario : René Goscinny - Dessin : Albert Uderzo - Couleurs : Studio 56 -  (ISBN 2-930196-62-9),Préface : Jean Auquier. Tirage limité à 5 000 exemplaires, numérotés. Format A5.
- Gotlib s'en tamponne[32], Centre belge de la bande dessinée, coll. « Philabédé », Bruxelles, 20 mai 2006
Scénario, dessin et couleurs : Gotlib -  (ISBN 2-930196-68-8),Préface : Jean Auquier. Tirage limité à 1 600 exemplaires, numérotés. Format A5.
- L'Expo 58 et les Fifties[33], Versant Sud, coll. « Au fil de la BD », Louvain-la-Neuve, 2007
Scénario : Pierre Stéphany - Dessin : collectif - Couleurs : noir et blanc -  (ISBN 978-2-930358-34-5)
- Franquin avec adresse[34], Centre belge de la bande dessinée, coll. « Philabédé », Bruxelles, 14 avril 2008
Scénario et dessin : André Franquin - Couleurs : Vittorio Leonardo -  (ISBN 978-2-930196-83-1),Préface : Jean Auquier. Tirage limité à 2 500 exemplaires, numérotés. Format A5. Édité à l'occasion de l'émission d'un bloc-feuillet de 5 timbres émis par La Poste belge en hommage aux personnages de Spirou et Fantasio par André Franquin. Il renferme un feuillet de cinq timbres , avec une oblitération spéciale. Contient une aventure complète de Spirou et Fantasio : Mystère à la Frontière, publiée dans le Journal de Spirou en 1950 ainsi que les douze illustrations du Calendrier des Oiseaux inséré dans Spirou à la fin de la même année 1950.
- Peyo - En lettres d'or[35], Centre belge de la bande dessinée, coll. « Philabédé », Bruxelles, 26 septembre 2008
Scénario : Yvan Delporte - Dessin : Peyo - Couleurs : quadrichromie - (ISBN 978-2-930196-86-6) édité erroné,Préface : Jean Auquier. Tirage limité à 1 750 exemplaires, numérotés. Format A5. Édité à l'occasion du 50e anniversaire des Schtroumpfs. Il renferme un feuillet de cinq timbres émis par La Poste belge, avec une oblitération spéciale. Contient plusieurs histoires courtes exclusives et quelques Contes du Grand Schtroumpf.
- Madame Livingstone - Congo, la Grande Guerre[36],[37], Glénat, Grenoble, 2 juillet 2014
Scénario : Christophe Cassiau-Haurie - Dessin : Barly Baruti - Couleurs : quadrichromie -  (ISBN 978-2-7234-9719-0)

#### Catalogues d'exposition
- Jean Auquier, Christel Deliège (dir) et Olivier Desart (dir), Face à face : le masque dans la bande dessinée[38] (catalogue de l'exposition éponyme du 16 juin 2007 au 6 avril 2008.), Binche, Musée international du Carnaval et du Masque de Binche, 2007, 103 p., ill. ; 30 cm (OCLC 1400614141)
- Les Prémices de la bande dessinée ou le siècle d'avant Tintin[39],[12], Bibliothèque Wittockiana, Bruxelles, juin 2009
Scénario : Jean Auquier - Dessin : Rodolphe Töpffer - Couleurs : quadrichromie,(OCLC 1414767780)
- Archi et BD : La ville dessinée[40], Monografik éditions, juin 2010
Scénario et dessin : collectif - Couleurs : quadrichromie -  (ISBN 978-2-360-08019-9)Contient : Échanges croisés / Jean-Marc Thévenet, Francis Rambert. I- Il était une fois... / Winsor McCay. Winsor McCay et ses héritiers / Thierry Smolderen. New York, première icône / Philippe Morin. Les nouveaux héros des mégapoles américaines / Olivier Jalabert.- II- L'esprit moderne. L'exposition universelle de 1968 et l'École belge / Jean Auquier. La ligne claire / Éric Verhoest. Regards croisés : La maison de verre de Pierre Chareau. Les utopistes / Entretien avec Benoit Peeters. Regards croisés : Villemolle, village du futur. La ville extra muros / Philippe Morin. Regards croisés : Les garde-fous vs Les sept couleurs du noir. Paris pour toujours? / Jean-Marc Thévenet.- III- Itinérances de la bande dessinée. La ville en tête / Jacques Samson. Regards croisés : La ville rouge, Michaël Matthys. Tokyo, l'empire des signes / Manuel Tardits. Voyages en images / Joseph Ghosn. Regards croisés: Calendriers Vue sur Ville. De nouveaux territoires / Thierry Bellefroid. Regards croisés : architecture de la façade, façade de bande dessinée. - La bande dessinée comme média. Comic city, de 2 vers 3 dimensions / Sophie Trelcat. Regards croisés / Louisiana Manifest, Jean Nouvel. Regards croisés : Le musée Hergé, Christian de Portzamparc, Joost Swarte.

#### Contes et nouvelles
- Tamara, conte, Femmes d'aujourd'hui no 7 du 16 février 1982 ;
- Père Noël, Paradis 7e, conte, Femmes d'aujourd'hui no 51 du 17 décembre 1985 ;
- À Cœur breloque !, nouvelle, Femmes d'aujourd'hui no 22 du 3 juin 1986.

#### Dossier pédagogique
- Fanny Kerrien et Jean Auquier, L'Invention de la bande dessinée - Dossier pédagogique, Centre belge de la bande dessinée, s.d., 24 p., ill. ; 30 cm ; PDF (lire en ligne).

#### Dans les revues et la presse
- Intolérant, mon ami, Carte blanche, Le Soir du 12 mai 1986 ;
- Ich Bin ein « East » Berliner !, Carte blanche, Le Soir du 5 octobre 1990 ;
- L'Afrique est le passé et l'avenir du monde, Carte blanche, Le Soir du 25 août 1998 ;
- Jean Auquier, « Les bulles, c'est la spécialité maison ! », Geo Voyage, no Hors-série,‎ novembre-décembre 2010.

### Commissariat d'expositions
- La Triple Vie d'un génie, rétrospective Greg sous le commissariat de Didier Geirnaert et Jean Auquier, avec le concours de Jean-Claude De la Royère, Centre belge de la bande dessinée, Bruxelles, 2007[41].
- Rétrospective du Journal Spirou[42],[43], à l'occasion du 70e anniversaire de l'hebdomadaire, avec Patrick Pinchart, Centre belge de la bande dessinée, Bruxelles, 12 février au 8 juin 2008.
- Les Prémices de la bande dessinée ou le siècle d’avant Tintin, bibliothèque Wittockiana, Bruxelles, du 5 juin au 10 octobre 2009[44],[14] ;
- Olivier Grenson - Au cœur de son Art[45], dans le cadre du salon du livre au musée d’art contemporain de Bucarest (Roumanie) en octobre-novembre 2010 ;
- Spirou, héros 5 étoiles[46], Festival de la Bande dessinée à Łódź du 3 au 6 octobre 2013 ;
- Bruxelles, ma bulle[47], Centre belge de la bande dessinée, Bruxelles, du 23 septembre 2014 au 1er mars 2015 ;
- Frank Pé ou Les Passions d’un Faune[48],[49], Centre belge de la bande dessinée, Bruxelles, du 22 mars au 4 septembre 2016.

### Conférences / Colloques
- La Bande dessinée : instrument de communication ou neuvième art[50] ?, Faculté des lettres de l'université Charles de Prague, octobre 2007 ;
- La BD, langue universelle[51], Bibliothèque de Hanoi, Hanoï, mai 2012 ;
- L’Invention de la bande dessinée[46] Université de Varsovie, Université Nicolas-Copernic de Toruń et Université Adam-Mickiewicz de Poznań en octobre 2013 ;
- sur le thème de la bande dessinée belge[52], Office du tourisme, Aix-en-Provence, le 9 novembre 2013 ;
- Des cases au grand écran. Quand la bande dessinée témoigne et bouleverse nos vies[53], Université de Tartu, Tartu, le 5 mars 2014 ;
- Il était une fois... la bande dessinée franco-belge[54], Abbaye Saint-Pierre-Saint-Paul de Caunes-Minervois, Caunes-Minervois, le 12 mai 2015 ;
- 1989-2039, les 50 ans du Centre Belge de la BD[55], Centre Wallonie-Bruxelles à Paris, le 16 septembre 2015.

### Modération
- Table ronde autour du 9e art au Salon international du livre Gaudeamus à Bucarest en novembre 2013[56].

#### Livres
: document utilisé comme source pour la rédaction de cet article.
- Jacques Fiérain, « Auquier, Jean », dans La BD à Bruxelles et en Brabant, Charleroi, Éd. l'Âge d'or, avril 2003, 144 p., ill. ; 31 cm (ISBN 9782960119664 et 2960119665, OCLC 470388171, présentation en ligne), p. 36
- Marie-Thérèse Coenen, Jean Heinen, Jean-François Dumont, Luc Roussel, Paul Wynants, Xavier Mabille (avant-propos) et Jean-Jacques Jespers (postface), La Cité : 45 années de combat quotidien, Bruxelles, CARHOP, CRISP, 2010, 229 p. (ISBN 978-2-87075-107-7, présentation en ligne), p. 24, 130,149, 156, 161.
- Zoé Vangindertael, Étude de la bande dessinée dans le champ muséal : Critique du modèle sociologique de l'artification et analyse de la relation symbiotique entre la bande dessinée et le champ muséal, Montréal, Université du Québec à Montréal, 2018, 126 p., PDF (lire en ligne), p. 107Rapport de travail dirigé (9 cr.) présenté à Monsieur Dominic Hardy.

#### Articles
- Laurent Fabri, « À 25 ans, le CBBD s'assume en musée de la bande dessinée », L'Écho,‎ 3 octobre 2014 (lire en ligne, consulté le 10 février 2024)
- « L'Été de la bande dessinée sur la commune », La Dépêche du Midi,‎ 26 juin 2015 (lire en ligne, consulté le 10 février 2024)
- Daniel Couvreur, « Jean Auquier «Il s’agit là d’une évasion caractérisée de patrimoine» », Le Soir,‎ 20 septembre 2017 (lire en ligne , consulté le 10 février 2024).
- Daniel Couvreur, « Le directeur du Centre belge de la bande dessinée, Jean Auquier, démissionne », Le Soir,‎ 8 mai 2019 (lire en ligne , consulté le 10 février 2024).
- Jacques Schraûwen, « Le Centre Belge de la Bande Dessinée : départ annoncé de son directeur général, Jean Auquier », RTBF,‎ 8 mai 2019 (lire en ligne, consulté le 10 février 2024)
- A.V., « Le directeur du Centre de la BD, Jean Auquier, démissionne », BX1,‎ 8 mai 2019 (lire en ligne, consulté le 10 février 2024).

#### Interviews
- Jean Auquier (interviewé par Václav Richter), « Jean Auquier : « J'ai lu une bande dessinée qui parlait d'Emil Zatopek. » », Radio Prague,‎ 10 novembre 2007 (lire en ligne, consulté le 12 février 2024).
- Jean Auqier (interviewé par Fef), « Interview de Jean Auquier, directeur du Centre belge de la bande dessinée », Sceneario,‎ novembre 2013 (lire en ligne, consulté le 26 février 2024).
- Jean Auquier (interviewé par Daniel Couvreur), « Jean Auquier (Centre belge de la BD) : «Qu’on fasse le boulot de prévention sérieusement» », Le Soir,‎ 22 novembre 2015 (lire en ligne , consulté le 10 février 2024).

### Podcasts
- Spécial Johan et Pirlouit podcast L'Atelier BD diffusé sur Spotify, intervenants : Jean Auquier, Philippe Glorieux et José Grandmont (44 min 27 s).

### Vidéographie
- [vidéo] « La BD en Belgique : tout sauf un hasard », sur YouTube sur YouTube (6 min 54 s) posté par France Culture le 24 janvier 2017 ;
- [vidéo] « Décès du créateur de Lucky luke », sur YouTube Interview de Jean Auquier du 20 juillet 2001 sur France2 (2 min 11 s) posté par INA le 2 juillet 2012.
- [vidéo] « Les 75 ans de Tintin à Bruxelles - Archive INA », sur YouTube sur YouTube (1 min 59 s) posté par INA le 10 janvier 2004.